# Hans Boosman
Hans Boosman is de voormalige drummer van de Nederlandse popgroep Het Goede Doel voor en tijdens de tournees van het eerste album België. Tijdens de opnamen van het tweede album Tempo Doeloe werd hij opgevolgd door Ab Tamboer (Earth & Fire).
Voordat hij een punt zette achter zijn professionele carrière, speelde Boosman nog in een aantal bands en formaties:
- De Munck (lp Op het eerste gezicht)
- Waanzin, Achterhoekse band met onder anderen Gerard de Braconier en Ferdy Jolij
- De Adamos
- The Passion met Han Bavinck en Guus Willemse
- The Magical Mistery Four (MM4), Beatle-tributeband met onder anderen Willem Erne
- De Leo Koster Band, countryrock
- Dead Parrot met onder anderen Rob Smeink
- Koenders, gespeeld op cajon
- Suvaal Allstarband
- popjazzensemble T.I.N.A.

In 2013 heeft hij de drumstokken weer opgepakt om te spelen op een door hemzelf gebouwd drumstel bij Van Piekeren met Jan van Piekeren, Johan Fransen en Wouter Kronenberg.
In 1994 werd Boosman docent techniek/O&O en gaf hij les aan het Merewade College (tegenwoordig bekend als het Fortes Lyceum) in Gorinchem. Hij woont in Utrecht en bespeelt nog steeds de drums en de cajon.